# St. Elisabeth (Rockhausen)

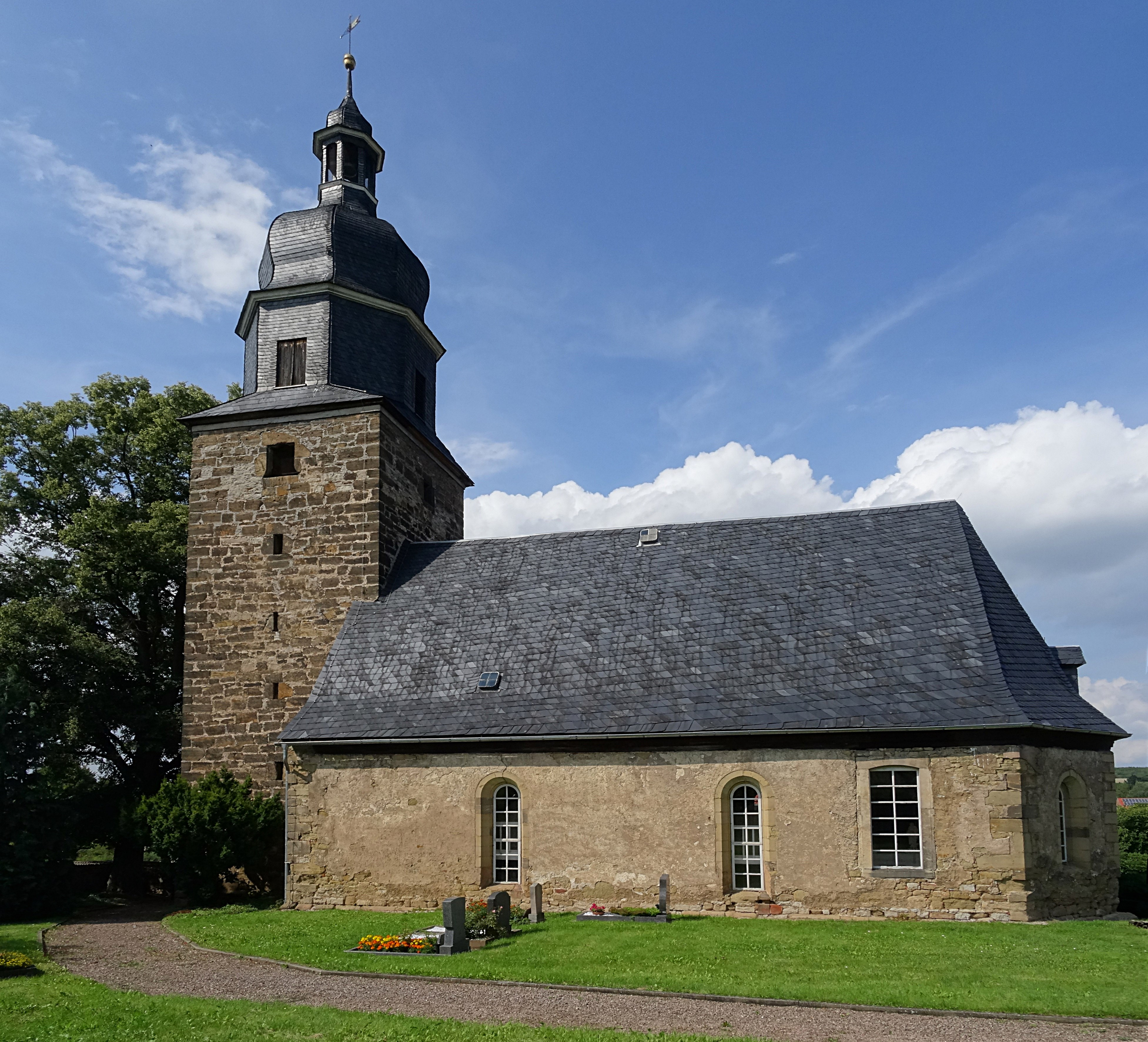
Die Kirche

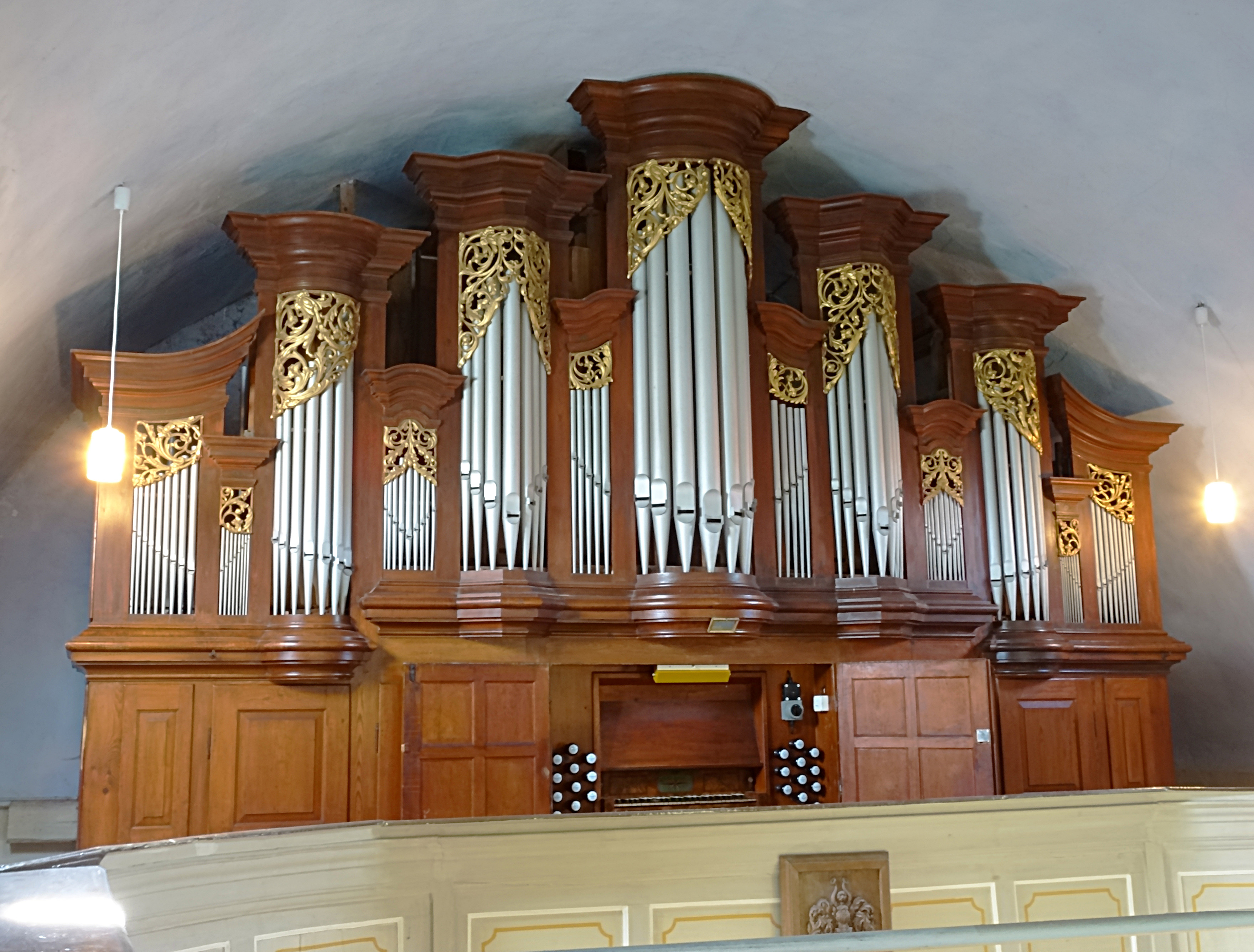
Prospekt der Hesse-Orgel

Die Dorfkirche St. Elisabeth steht in Rockhausen, einem Ortsteil der Gemeinde Amt Wachsenburg, im Ilm-Kreis in Thüringen.  Sie gehört zum Pfarramt Ichtershausen-Holzhausen im Kirchenkreis Arnstadt-Ilmenau der Evangelischen Kirche in Mitteldeutschland.

## Geschichte
Die hohe Friedhofsmauer und ein Grabensystem weisen auf die Existenz eines Vorgängerbaus. Der Kirchturm weist Wehrcharakter auf.

## Zur Kirche selbst
Die Kirche ist ein Neubau aus dem Jahr 1690. Damals war der Patron das Haus Schwarzburg zu Arnstadt und womöglich von Käfernburg.